# Opel Mokka B
La seconda generazione della Opel Mokka viene prodotta dalla casa automobilistica tedesca Opel dal 2020.

## Storia
Inizialmente presentata tramite anteprima fotografica il 24 giugno 2020 e nella sola versione elettrica Mokka-e, è stata svelata al pubblico – svolta di presenza con un evento in presenza solo per pochi giornalisti mentre per tutti solo tramite le pagine Internet ufficiali Opel –, dove sono state presentate anche le versioni con motore termico.
Da questa generazione, la vettura ha ripreso il nome originario senza la lettera "X" che per alcuni anni aveva contraddistinto i SUV della casa del fulmine. Tra le altre novità vi è l'adozione della piattaforma CMP aggiornata in modo da poter permettere l'installazione del motore elettrico; il pianale è condiviso con Peugeot 208 e 2008, DS 3 Crossback e Opel Corsa F.

### Design interno ed esterno
Rispetto alla precedente generazione, il design esterno è totalmente differente, caratterizzandosi per linee più nette e un piglio sportivo.
Il frontale adotta la nuova calandra Vizor, costituita da una fascia di colore nero lucido che ingloba i fari anteriori a LED IntelliLux ed è circondata da una sottile modanatura cromata, richiamo al frontale della Opel Manta del 1970. Nella parte bassa invece si trova una presa d'aria divisa in due parti, sottile nella parte superiore e più grande nella parte bassa, abbellita da piccoli listelli orizzontali e da una modanatura argentata, con al centro il radar per i sistemi di assistenza alla guida e ai lati i fari fendi-nebbia a LED. Lateralmente vi sono ulteriori due prese d'aria verticali circondate anch'esse da una modanatura cromata (versioni top di gamma); che convogliano l'aria ai freni anteriori per raffreddare l'impianto. 
La fiancata si presenta molto pulita: nella parte superiore dal profilo del tetto scende in modo leggero verso il posteriore, percorso anche da un profilo cromato che può essere sostituito con un profilo rosso (optional ma di serie sulle GS Line) che richiama il logo Opel. Nella parte media la fiancata è caratterizzata da due sole nervature, una che parte dalla maniglia anteriore e prosegue verso la parte anteriore (convessa), poi scende verso il basso e verso la ruota posteriore (concava). La seconda invece dalla maniglia posteriore si collega verso il faro posteriore. La parte bassa, essendo un SUV, è caratterizzata da parti in plastica grezza e da parti con lo stesso colore della carrozzeria che rivestono anche i parafanghi. Infine sono presenti i normali specchietti retrovisori con indicatori di direzione integrati adottati da Peugeot, Citroën e DS.
Il posteriore è caratterizzato da un alettone di modeste dimensioni che, oltre ad avere una funzione aerodinamica, smorza l'angolo molto accentuato che si crea tra tetto e lunotto posteriore. L'angolazione di quest'ultimo conferisce una certa dinamicità alla vettura. Più in basso vi sono i fari posteriori a LED a sviluppo orizzontale che riprendono i più recenti dettami stilistici della Casa (es. Astra, Grandland X etc.). Al centro del portellone campeggia il nuovo logo Opel e anche la nuova scritta molto più snella, inserita a tutta larghezza. Nella parte bassa si notano i profili in plastica grezza che arrivano fino al portatarga e ai lati dei profili catarifrangenti posizionati verticalmente, poi vi è un profilo satinato in plastica e a destra lo scarico, che a seconda della potenza e dell'allestimento può essere singolo, satinato o doppio.
La carrozzeria può essere personalizzata con sei colori tra pastello e metallizzato, mentre per il tetto sono disponibili le colorazioni bianca o nera. I cerchi sono tutti in lega, le cui misure vanno da 16 a 18 pollici.

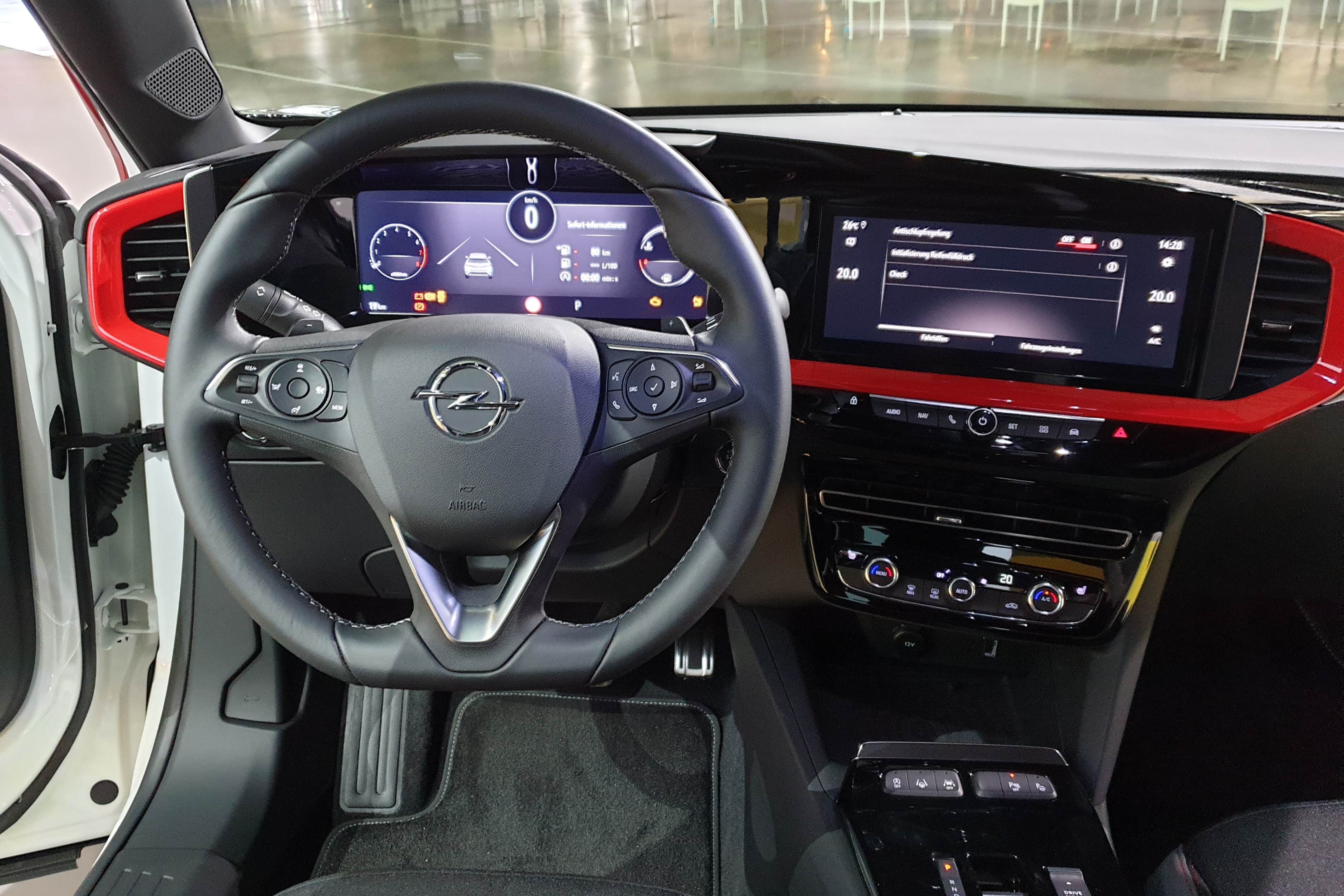
Interni

Anche la parte interna è stata completamente rinnovata, pur mutuando il volante dagli altri modelli della Casa. La novità più evidente è la nuova strumentazione completamente digitale (primo modello a ottenerla, in quanto non è stato reso disponibile neanche sulla Opel Insignia) con un quadrante da 7 pollici e lo schermo touch di base sempre da 7 pollici, mentre per la top di gamma sono previsti due display, uno da 12 pollici per la strumentazione e uno da 10 pollici per l'infotainment. A fianco della strumentazione è presente una placca di grandi dimensioni, la quale può essere lucida o opaca; inoltre vi sono tre bocchette, due di fianco alla strumentazione e una dalla parte del passeggero e tutte circondate da profili grigi (rossi nell'allestimento GS-Line). Nella console centrale sono presenti i comandi per l'infotainment e i comandi manuali per il climatizzatore. Al centro vi è la leva del cambio, disponibile manuale o automatico, con un nuovo selettore derivato dalla terza generazione della Citroën C4. Le portiere utilizzano materiali duri nella parte superiore mentre la parte centrale può essere di tessuto, pelle o alcantara a seconda dell'allestimento. I sedili sono molto simili a quelli della Opel Corsa e sono disponibili con rivestimento in tessuto, pelle-alcantara o completamente in pelle e, a richiesta, anche con riscaldamento integrato.

### Allestimenti
Gli allestimenti totali sono quattro, cui si aggiunge il GS Line Pack ordinabile solo online. Per la Mokka-e gli allestimenti rimangono i medesimi ma con l'aggiunta della modalità sportiva, sistema keyless, clima automatico monozona, Opel Connect, caricatore interno da 7,4 kW e cavo di ricarica di tipo 2.
- Edition: di serie sono presenti: ABS-ESP, Cruise Control, frenata automatica d'emergenza, Lane Keeping assist, rilevamento stanchezza, riconoscimento segnali stradali, airbag frontali, laterali e a tendina, sistema monitoraggio pressione pneumatici, kit di riparazione, chiave richiudibile più una di riserva rigida, attacchi Isofix. Per gli esterni ci sono: cerchi in lega da 16", fari anteriori ECO-Led e posteriori a LED, cromature esterne e maniglie in tinta. Infine per gli interni: Sedili regolabili manualmente a 6 vie, clima manuale, strumentazione e radio da 7" a colori, volante sportivo in pelle a tre razze con comandi, freno di stazionamento elettrico, vetri posteriori elettrici e sedili posteriori ribaltabili con ripartizione 60-40.
- Elegance: oltre all'equipaggiamento presente nell'allestimento Edition sono di serie: cerchi in lega da 17" bi-color, fari fendinebbia anteriori, controllo automatico delle luci, specchietto retrovisore elettrocromatico, clima automatico monozona, tasche portaoggetti, luci d'ambiente, bracciolo centrale, specchietti regolabili e richiudibili elettricamente, sensori di parcheggio posteriori con telecamera a 180° e piano del bagagliaio regolabile.
- GS-Line: rispetto a quanto presente nell'allestimento Elegance vi sono sostanzialmente divergenze estetiche con i cerchi in lega da 17" Black, vetri posteriori oscurati, tetto di colore nero, finiture di colore rosso, pedaliera in alluminio, modalità sport.
- GS-Line pack: oltre a essere disponibile solo tramite ordine online, non possiede niente di diverso rispetto alla GS-Line a livello estetico tranne per i cerchi in lega da 18" tricolor e aggiunge il Safety Pack che rende disponibile il Cruse Control adattivo (con funzione Stop&Go per le versioni con cambio automatico), riconoscimento dei segnali e frenata automatica di emergenza non limitata.
- Ultimate: oltre a quello presente su GS-Line/GS-Line pack sono presenti: cerchi in lega da 18", IntelliLux LED Matrix, riconoscimento segnali stradali, Selezione attenzione del guidatore, NAVI Pack 10" che comprende lo schermo infotainment da 10" e strumentazione da 12" con DAB, Opel connect, Mirror Link e navigatore integrato. Oltre a questo comprende sedili e corona riscaldati e interni in Alcantara.

### Meccanica
La meccanica deriva totalmente dalle sue cugine DS 3 Crossback e Peugeot 2008, infatti si basa sulla piattaforma CMP. Questa porta con sé anche la possibilità di produrre una versione elettrica, senza doverne ingegnerizzarne una nuova. Grazie a quest'ultima la macchina si presenta molto più compatta sia nella lunghezza, nel passo e nell'altezza. Aumenta invece la larghezza.
Il comparto sospensioni è lo stesso utilizzato nella Opel Corsa F, Peugeot 208 e 2008 quindi uno schema molto tradizionale con un Mcpherson all'anteriore e un ponte torcente al posteriore.
I motori endotermici sono i benzina turbo PureTech 1.2 tre cilindri con potenze di 110 e 130 CV e il turbodiesel Blue-HDi 1.5 quattro cilindri da 110 CV. Tutte le motorizzazioni tradizionali sono classificate Euro 6D con filtro antiparticolato.

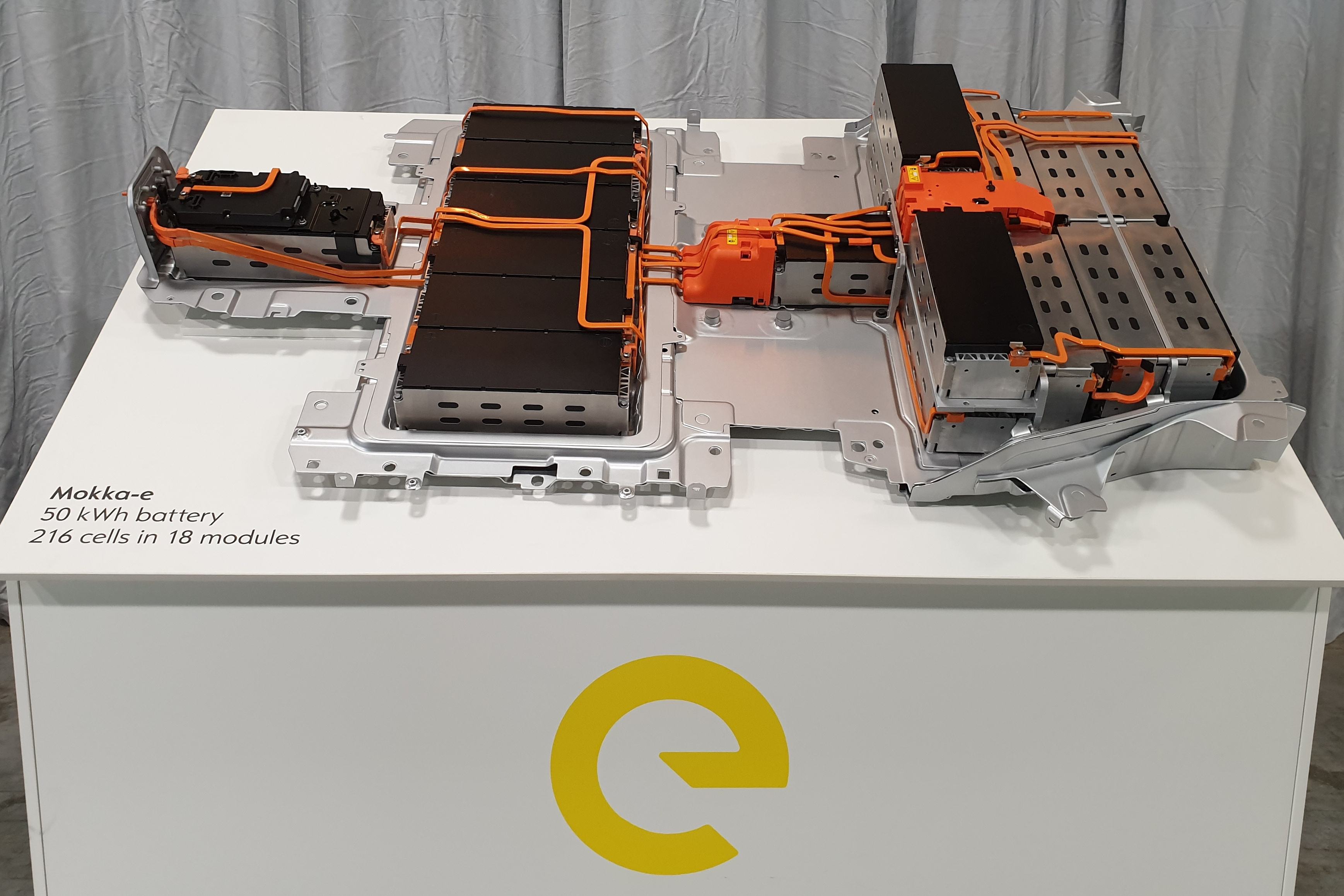
Disposizione batterie per la Mokka-e

Oltre a questi ultimi è disponibile anche la versione elettrica, con un motore elettrico trifase posto anteriormente da 100 kW (136 CV) di potenza massima, che può essere gestita a seconda delle modalità di guida. Difatti se viene impostato in NORMAL diventano 109 CV e in ECO diminuiscono ancora, per arrivare ad una potenza di 82 CV con una coppia di 260 N·m, ciò per limitare il consumo di energia elettrica. La batteria che alimenta questo motore, è posizionata al posto del serbatoio del carburante (sotto i sedili posteriori) sotto il tunnel centrale e sotto i due sedili anteriori. La sua capacità è di 50 kW, composta da 18 moduli con 12 celle per modulo, con il totale di 216 celle. La batteria consente di essere caricata in tre modi, con una carica "fast" da 100 kW ottenendo l'80% in 30 minuti, con il caricatore integrato trifase da 11 kW e monofase da 7,4 kW o anche dalla presa di ricarica di casa da 1,8 kW. Con la carica completa la macchina riesce a compiere secondo il ciclo di omologazione WLTP al massimo 322 km.
Sia le versioni endotermiche sia la versione elettrica sono esclusivamente a trazione anteriore, senza la possibilità di richiedere la trazione integrale.
Nel 2023 viene aggiunta, a differenza degli altri marchi del gruppo Stellantis, una versione del nuovo 1.2 PureTech EB3 da 136CV senza nessun sistema ibrido e solamente disponibile con cambio manuale a 6 rapporti, il quale va a sostituire il 1.2 PureTech 130 con cambio manuale a 6 rapporti.

## Motorizzazioni
| Modello                           | Motore | Frazionamento       | Cambio/Nº rapporti      | Cilindrata (cm³) | Potenza kW (CV) | Coppia max (N·m/rpm) | Velocita max (km/h) | Accelerazione 0-100 km/h (secondi) |
| 1.2 PureTech 110 CV Turbo S&S MT6 | EB2DT  | 3 cilindri in linea | Manuale a 6 rapporti    | 1199             | 74 (100)        | 205/1750             | 182                 | 11,0                               |
| 1.2 PureTech 130 CV Turbo S&S     | EB2DTS | 3 cilindri in linea | Manuale a 6 rapporti    | 1199             | 96 (130)        | 230/1750             | 202                 | 9,2                                |
| 1.2 PureTech 136 CV Turbo S&S     | EB3    | 3 cilindri in linea | Manuale a 6 rapporti    | 1199             | 100 (136)       | 230/1750             | 204                 | 9.2                                |
| 1.2 PureTech 130 CV Turbo S&S AT8 | EB2DTS | 3 cilindri in linea | Automatico a 8 rapporti | 1199             | 96 (130)        | 230/1750             | 200                 | 9,4                                |
| 1.5 BlueHDi 110 CV S&S MT6        | DV5    | 4 cilindri in linea | Manuale a 6 rapporti    | 1499             | 81 (110)        | 250/1750             | 190                 | 10,8                               |
| Mokka-e/Mokka Electric            | 9CQ1   | -                   | Rapporto fisso          | -                | 100 (136)       | 260                  | 150 (autolimitata)  | 9,1                                |